# Franciszek Dominiak (żołnierz)
Franciszek Dominiak, ps. „Burkowski” (ur. 29 stycznia 1914 we wsi Borowa, zm. 18 maja 1999 w Przybyszewie) – polski żołnierz, obrońca Westerplatte i powstaniec warszawski.

## Życiorys
Syn Stanisława i Rozalii. Ukończył siedem klas szkoły powszechnej. W latach 1937–1938 odbywał służbę wojskową w 5 pułku piechoty Legionów w Wilnie. Na Westerplatte przybył 20 września 1938. W stopniu starszego strzelca brat udział w obronie placówki „Prom” we wrześniu 1939. Był ranny. Po kapitulacji przewieziony został do szpitala w Gdańsku. W grudniu 1939 przetransportowany przez Niemców do obozu jenieckiego w Toruniu.
W 1940 przebywał w Zakładzie Przeszkolenia Inwalidów Wojennych w Warszawie. Urząd Opieki nad Inwalidami Wojennymi przyznał mu czasową zapomogę pieniężną jako ciężko poszkodowanemu „żołnierzowi byłego państwa polskiego z wyprawy wojennej 1939 r.”. W styczniu 1942 wstąpił do Związku Walki Zbrojnej. Został przydzielony do dywizjonu Jeleń. W jego szeregach uczestniczył w powstaniu warszawskim.
W latach 1945–1978 był zatrudniony jako magazynier w Wojewódzkiej Spółdzielni Spożywców „Społem” w Warszawie. Od 1979 jako emeryt nadal pracował w tejże spółdzielni na pół etatu. Członek ZBoWiD. W 1985 otrzymał awans na stopień podporucznika w stanie spoczynku.
Zmarł w nocy z 17 na 18 maja 1999. Pochowany w grobie rodzinnym w Przybyszewie.

## Ordery i odznaczenia
- Srebrny Medal „Zasłużonym na Polu Chwały” (1960)
- Odznaka Grunwaldzka (1960)
- Złoty Krzyż Zasługi (1970)
- Krzyż Kawalerski Orderu Odrodzenia Polski (1975)
- Brązowy Medal „Za zasługi dla Obronności Kraju” (1973)
- Medal „Za udział w wojnie obronnej 1939" (1983)
- Warszawski Krzyż Powstańczy (1983)
- Krzyż Srebrny Orderu Virtuti Militari
- Odznaka honorowa „Za zasługi dla Miasta Gdańska” (1984)
- Odznaka „Obrońca Westerplatte” (1994)
- Medal 1000-lecia Miasta Gdańska (1997)[2]